# 이탈리아식 결혼
《이탈리아식 결혼》(이탈리아어: Matrimonio all'italiana)은 1964년 개봉한 이탈리아의 로맨틱 코미디 드라마 영화이다. 비토리오 데 시카가 감독을 맡았으며, 에두아르도 데 필리포의 희곡 Filumena Marturano 가 영화의 원작이다.

## 출연

### 주연
- 소피아 로렌
- 마르첼로 마스트로야니

### 조연
- 알도 푸그리시
- 테클라 스카라노
- 지오바니 리도피
- 마릴루 톨로

## 기타
- 원작자: 에두아르도 데 필리포
- 미술: 카를로 에기디
- 의상: 베라 마조트
- 의상: 피에로 토시